# Спасо-Преображенська церква (Занарочь)
Спасо-Преображенська церква (біл. Спаса-Праабражэнская царква)— мурований православний храм в селі Занарочь Мядельського району Мінської області. Храм знаходиться на околиці села.

## Історія
Перший храм був побудований в 1885 році. У вересні 1915 р. церкву було спалено разом із усім селом. У 1926-1930 роках збудовано новий дерев'яний храм. 24 вересня 1943 року храм було знову спалено, разом із усім селом. У 1948 році для храму купили будинок. У 1962 році храм припинив діяльність, а в приміщенні розмістили сільську раду та пошту, а з 1972 року додали у середину бібліотеку.
У 1994 році віряни повернули будівлю старого храму. У 2002 році нова цегляна будівля храму була освячена митрополитом Мінським і Слуцьким Філаретом.